# Raško Jovičić
Raško Jovičić (rođen 1964. godine u Čačku i umro 2004. godine u Čačku) je bio srpski muzičar. On je 1990. godine osnovao rok grupu „Za jednu noć“, sa željom da nastupaju na čačanskoj gitarijadi. Tokom svih godina postojanja grupe, napravljeno je samo osam pravih studijskih snimaka, a album za vreme Raškovog života nije ugledao svetlost dana.

## Radovi
Godine 2007. objavljena je zbirka poezije pod nazivom „Radne verzije“ Raško Jovičić, ukupno 40 pesama. Uz zbirku je izašao i album (prvi), na kome je 17 snimaka:
- Melanholija
- Dodje mi da odem svete
- Hipici
- Kralj lažova
- Oženiću ciganku
- Limun vodka
- Budi kao trava
- Lošoj sreći biće kraj

## Spoljašnje veze
- Promocija knjige stihova Raška Jovičića i CD-a grupe "Za jednu noć"